# Stupino
Stupino (ryska Сту́пино) är en stad i Moskva oblast i Ryssland. Folkmängden uppgår till cirka 66 000 invånare.